# Da Lench Mob
Da Lench Mob foi um grupo de gangsta rap fundado em Los Angeles, Estados Unidos, em 1990.
O grupo estreou no primeiro álbum solo de Ice Cube, AmeriKKKa's Most Wanted. O rapper então produziria o álbum de estreia do grupo. Um dos membros do grupo, J-Dee, foi condenado à prisão perpétua por homicídio, embora ele afirme sua inocência. O grupo chegou a lançar um segundo álbum com um outro rapper (Maulkie), mas se separaram logo depois.
Uma de suas canções, "Guerillas in tha Mist", do álbum homônimo, figurou na trilha sonora do jogo Grand Theft Auto: San Andreas.

## Discografia

### Álbuns
| Ano  | Nome                  | Posições nas paradas | Posições nas paradas   | Última certificação da RIAA |
| Ano  | Nome                  | The Billboard 200    | Top R&B/Hip-Hop Albums | Última certificação da RIAA |
| ---- | --------------------- | -------------------- | ---------------------- | --------------------------- |
| 1992 | Guerillas in tha Mist | #24                  | #4                     | Ouro                        |
| 1994 | Planet of da Apes     | #81                  | #14                    | N/A                         |

### Singles
| Ano  | Nome                    | Posições nas paradas | Álbum                 |
| Ano  | Nome                    | Hot Rap Tracks       | Álbum                 |
| ---- | ----------------------- | -------------------- | --------------------- |
| 1992 | "Guerillas in tha Mist" | -                    | Guerillas in tha Mist |
| 1993 | "Freedom Got an A.K."   | #7                   | Guerillas in tha Mist |
| 1994 | "Chocolate City"        | -                    | Planet of da Apes     |
| 1994 | "Goin' Bananas"         | -                    | Planet of da Apes     |